# Osobní prelatura

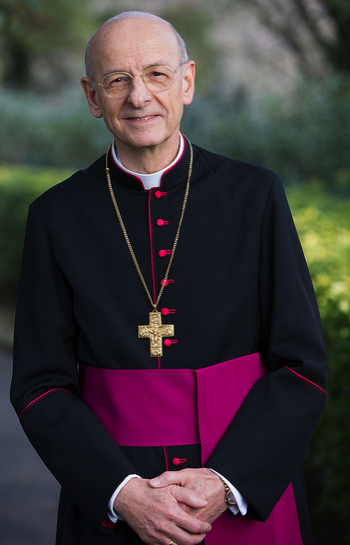
Mons. Fernando Ocáriz Braña, prelát osobní prelatury Opus Dei

Osobní prelatura je instituce katolické církve, která není ani místní církví, ani řeholním institutem zasvěceného života, ale stojí někde na pomezí mezi nimi. Je exemptní, tzn. vyňatá z pravomoci ordináře místní církve daného území.

## Právní zakotvení
Její právní rámec je vymezen kánony 294–297 Kodexu kanonického práva z roku 1983.

## Charakteristika
- Osobní prelatury se skládají z neřeholních kněží a jáhnů.
- Zřizuje je Apoštolský stolec po projednání s biskupskými konferencemi, kde má osobní prelatura působit.
- Zřizuje se k výkonu zvláštních pastoračních nebo misijních úkolů v různých krajinách nebo v různých sociálních skupinách.
- V jejím čele stojí prelát, který je vlastním ordinářem osob inkardinovaných do prelatury. Prelát je též oprávněn zřídit národní nebo mezinárodní seminář a také včleňovat studenty a vést je k přijetí svátosti svěcení z právního důvodu služby v prelatuře. Je též povinen postarat se duchovní vzdělání a přiměřené vydržování těch, kteří z právních důvodů přijali svěcení z důvodu služby v prelatuře.
- Laici se mohou věnovat činnosti osobní prelatury. Stanovy určí způsob této organické spolupráce a všechna práva a povinnosti s ní spojená.
- Stanovy osobní prelatury určí rovněž vztahy prelatury k místním ordinářům, v jejichž místních církvích osobní prelatura vykonává nebo hodlá vykonávat svou pastorační nebo misijní činnost s předchozím souhlasem diecézního biskupa.

Světově působící prelaturou je Opus Dei, založená roku 1928 a povýšená na prelaturu Apoštolskou konstitucí Ut sit z 28. prosince 1982.